# فبو کنتی
فبو کُنتی (ایتالیایی: Febo Conti؛ ‏ ۲۵ دسامبر ۱۹۲۶ – ۱۶ دسامبر ۲۰۱۲) مجری رادیو، تلویزیون، سرمایه‌دار و بازیگر اهل ایتالیا بود. 
وی کارش را با مجری‌گری رادیو شروع کرد و مدتی مجری یک مسابقهٔ رادیویی در رای بود که با موفقیت عظیمی روبرو شد و به مدت ۱۳ سال پخشش ادامه داشت. وی در سال ۱۹۷۳ استاد اعظم یکی از شاخه‌های فراماسونری ایتالیا شد.
وی همچنین برندهٔ جوایزی همچون نشان شایستگی از جمهوری ایتالیا شده‌است.